# Dendrolimus alfierii
Dendrolimus alfierii är en fjärilsart som beskrevs av Heinrich Andres och Adalbert Seitz 1925. Dendrolimus alfierii ingår i släktet Dendrolimus och familjen ädelspinnare. Inga underarter finns listade i Catalogue of Life.